# St.-Georgs-Kirche (Darłowo)

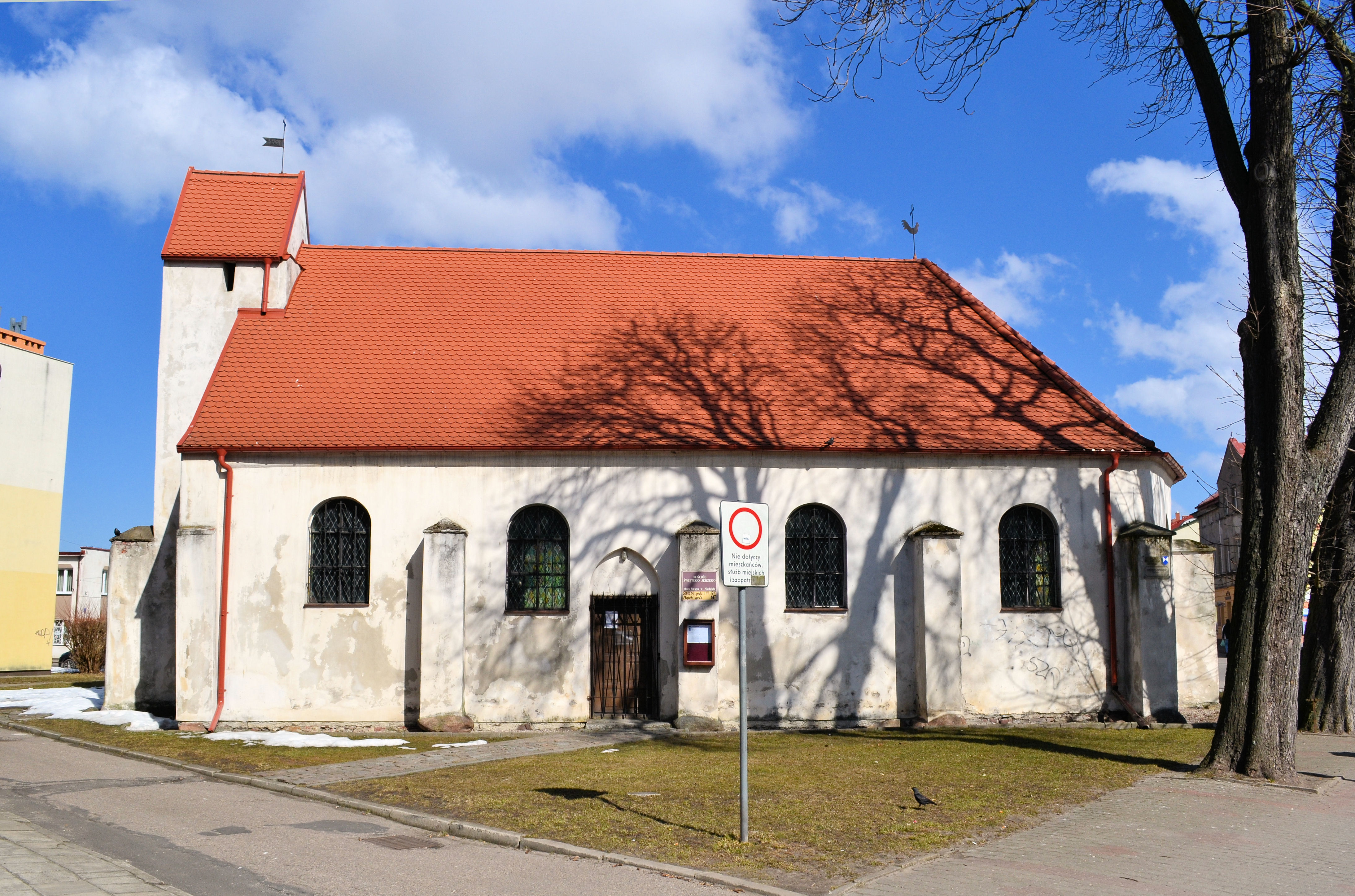
Die St.-Georgs-Kirche in Darłowo (bis 1945: St.-Jürgen-Kapelle in Rügenwalde) im Jahre 2013

Die St.-Georgs-Kirche (polnisch Kościół św. Jerzego) in Darłowo (deutsch Rügenwalde) wurde als Hospital für Leprakranke im 15. Jahrhundert errichtet und ist heute ein schlichtes Gotteshaus in der Ostseestadt im Nordosten der polnischen Woiwodschaft Westpommern.

## Geographische Lage
Darłowo liegt nordwestlich der Kreisstadt Sławno (Schlawe) und ist über die Landesstraße 37 von der Landesstraße 6 (ehemalige deutsche Reichsstraße 2, heute auch Europastraße 28) aus zu erreichen. Außerdem verbinden die Woiwodschaftsstraßen 203 (Richtung Ustka (Stolpmünde) und Koszalin (Köslin)) sowie 205 (Richtung Sławno) die Hafenstadt mit dem Umland. Darłowo ist Endstation der Bahnstrecke von Sławno.
Die St.-Georgs-Kirche war ehemals Ausgangspunkt für die Wipper-Vorstadt. Sie liegt unweit der Wipperbrücke an der Ausfallstraße nach Koszalin, Karwice und Sławno.

## Kirchengebäude
Das seinerzeit St.-Jürgen-Kapelle genannte Gebäude wurde bereits im 15. Jahrhundert erwähnt. Sie gehörte zu den Hospitalkirchen, die als Leprosenhäuser errichtet wurden. Wegen der Ansteckungsgefahr lag sie außerhalb der Stadt und hatte auch – anders als die St.-Gertrud-Kirche in der Stolpmünder Vorstadt – keinen eigenen Friedhof.

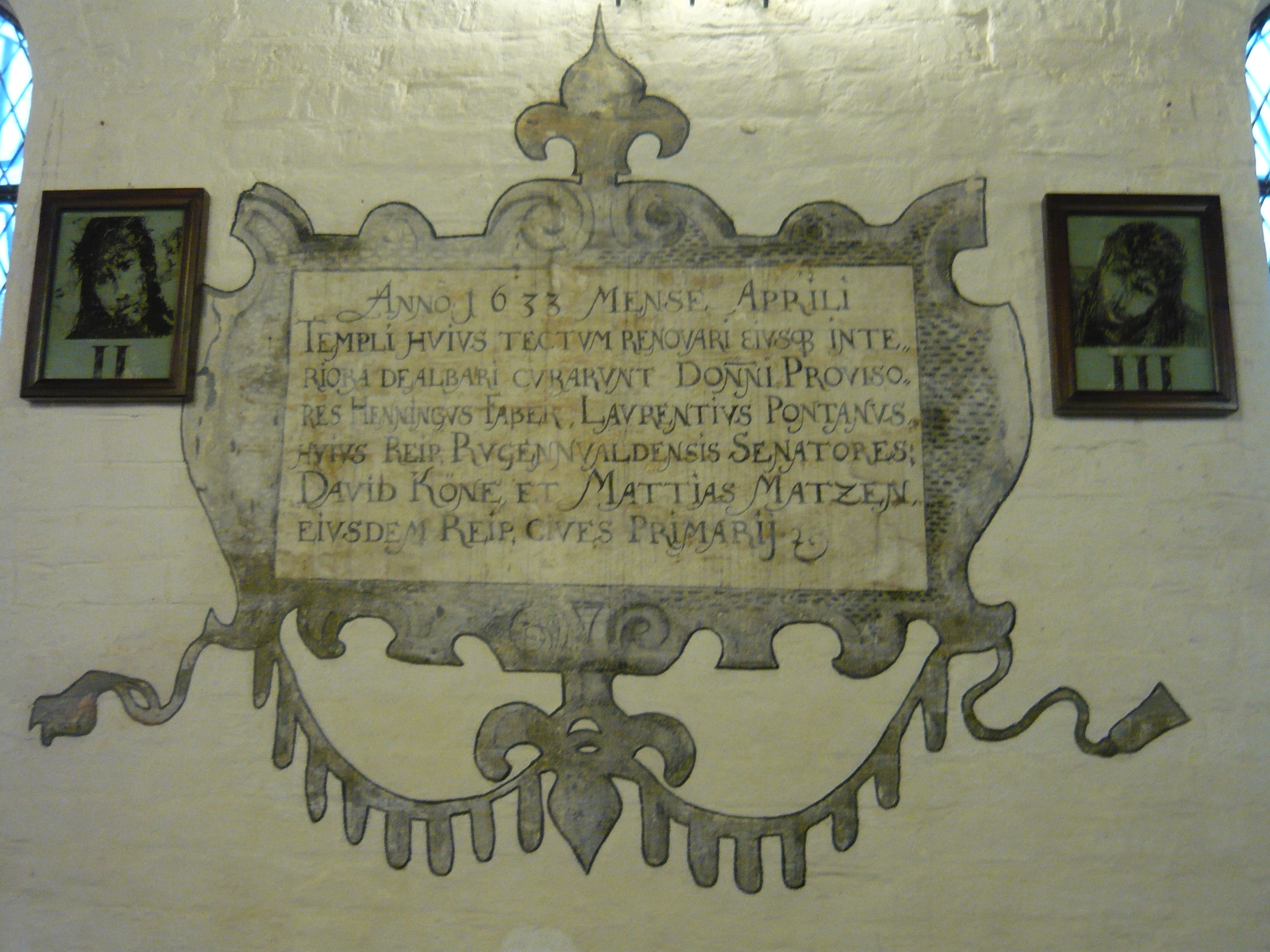
Wandgemälde zur Erinnerung an die Kirchenrenovierung 1633

Ende des 15. Jahrhunderts muss das Bauwerk bereits einem Umbau unterworfen gewesen sein, denn die Kirche wurde am 2. November (Allerseelen) vom Camminer Bischof Martin Karith neu geweiht. 1599 wurde sie erneut, da schadhaft geworden, wiederhergestellt. 1623 bekam die Kirche die Glocke der St.-Gertrud-Kirche zugewiesen. Eine wiederholte Renovierung stand 1633 an, woran ein Wandgemälde noch heute erinnert.
Die Kirche ist einschiffig und doppelt so lang wie breit. Der Westturm überragt das Kirchendach nur wenig. Er hat eine mehr als 1 Meter starke Außenmauer und gibt einer 1817 umgegossenen Glocke Raum.
Die Wände des Kirchenschiffs sind von 13 Rundbogenfenstern durchbrochen. Die rautenförmigen Scheiben hat man in Blei gefasst. Eine besondere Glasmalerei wies ein Fenster in der Nordwand auf: zwei Bären halten das Wappen derer von Adebar. Darunter stand der Schriftzug: Senator Lorentz Adebar 1603 – in Erinnerung an den Ratsmann, späteren Kämmerer und Bürgermeister, der 1628 verstarb. Eine weitere alte Glasmalerei befand sich in einem Fenster an der Südwand. Sie zeigte – ohne weitere Angaben – zwei gekreuzte Gabeln.

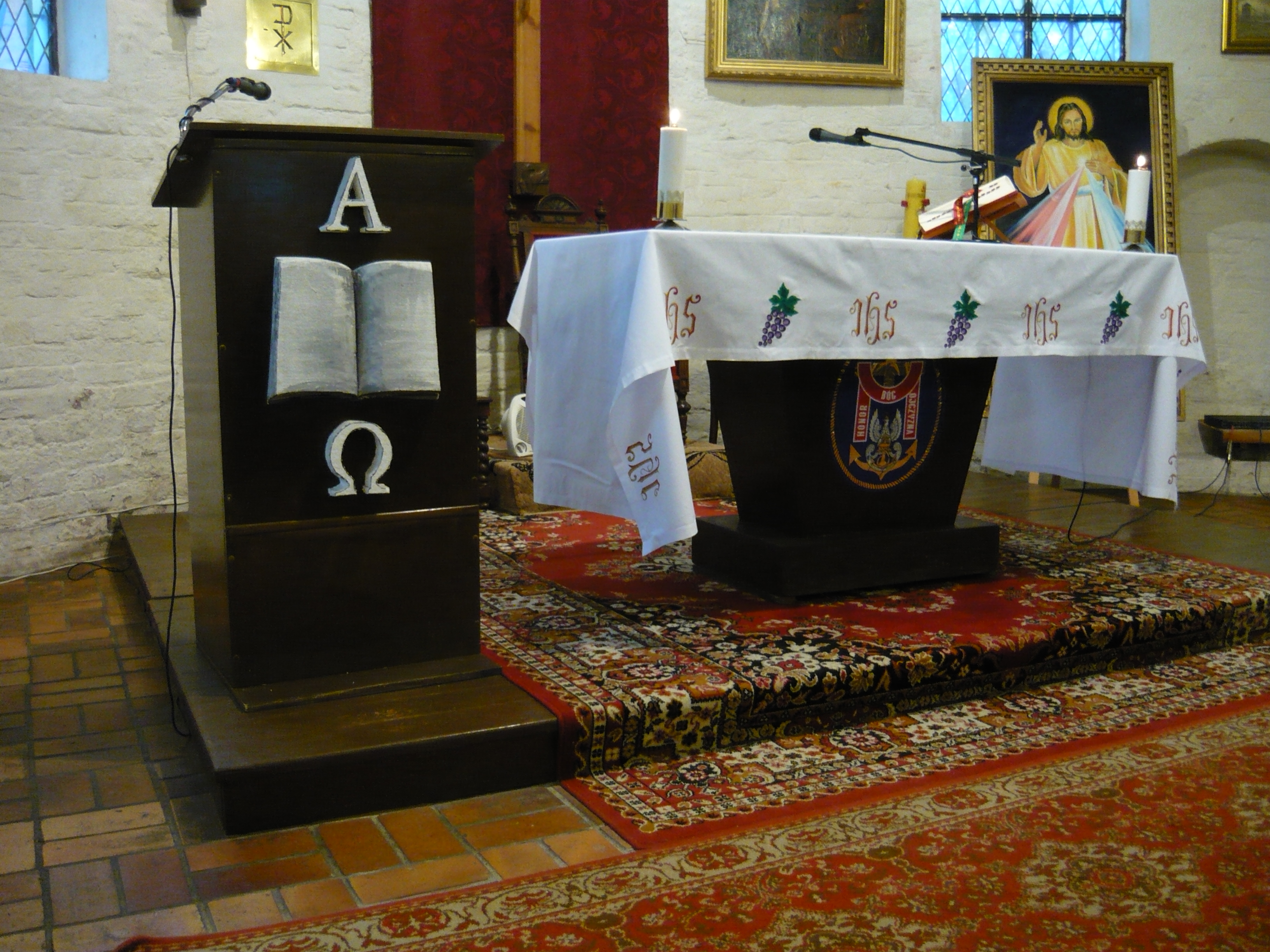
Der Altarraum der Kirche im Jahre 2012

Insgesamt geben die ehemals grau – jetzt weiß – getünchten Wände der Kirche ein eher nüchternes Erscheinungsbild. Ein altes Holztafelgemälde, das jedoch keinen hohen künstlerischen Wert hatte, befand sich an der Südwand und stellte Jesus Christus auf der Weltkugel dar, versehen mit der lateinischen Unterschrift des Jesuswortes aus Johannes 6: Wahrlich, wahrlich, ich sage euch, wer an mich glaubt, der hat das ewige Leben.
Der Aufsatz des Altars wies eine einfache Schnitzerei auf, die heute nicht mehr vorhanden ist: das Abendmahl Jesu, in den Farben Weiß und Gold gehalten. Die Kanzel war in einheitlichem Stil geschnitzt und in Braun gehalten.